# Могильницька сільська рада
Моги́льницька сільська́ ра́да — адміністративно-територіальна одиниця та орган місцевого самоврядування в Теребовлянському районі Тернопільської області. Адміністративний центр — село Нова Могильниця.

## Загальні відомості
- Могильницька сільська рада утворена в 1990 році.
- Територія ради: 3,707 км²
- Населення ради: 1 250 осіб (станом на 2001 рік)
- Територією ради протікає річка Гнила Рудка.

## Історія
Могильницька сільська рада — 1939, Трудівська сільська рада — 1964, Могильницька сільська рада — 1990.

## Населені пункти
Сільській раді підпорядковані населені пункти:
- с. Нова Могильниця
- с. Стара Могильниця

## Склад ради
Рада складається з 16 депутатів та голови.
- Голова ради: Сушко Марія Степанівна
- Секретар ради: Головацька Ольга Михайлівна

### Керівний склад попередніх скликань
| Прізвище, ім'я, по батькові | Основні відомості                                                                           | Дата обрання | Дата звільнення |
| --------------------------- | ------------------------------------------------------------------------------------------- | ------------ | --------------- |
| Сушко Марія Степанівна      | Сільський голова, 1955 року народження, освіта вища, Всеукраїнське об'єднання «Батьківщина» | 26.03.2006   | 31.10.2010      |
| Сушко Марія Степанівна      | Сільський голова, 1955 року народження, освіта вища, позапартійна                           | 31.10.2010   |                 |

Примітка: таблиця складена за даними сайту Верховної Ради України

### Депутати
За результатами місцевих виборів 2010 року депутатами ради стали:

#### За суб'єктами висування
| Суб'єкт висування | Кількість обраних депутатів | %   |
| ----------------- | --------------------------- | --- |
| Самовисування     | 16                          | 100 |

#### За округами
| № округу | Прізвище, ім'я, по батькові   | Дата визнання обраним | Освіта             | Партійна приналежність | Відомості про обраного депутата                      |
| -------- | ----------------------------- | --------------------- | ------------------ | ---------------------- | ---------------------------------------------------- |
| 1        | Тарнопільська Зофія Антонівна | 02.11.2010            | середня            | позапартійна           | Старомогильницька загальноосвітня школа, повар       |
| 2        | Довбенько Надія Омелянівна    | 02.11.2010            | середня            | позапартійна           | ВПЗ, листоноша                                       |
| 3        | Чайковська Ольга Василівна    | 09.11.2010            | середня спеціальна | позапартійна           | Старомогильницька загальноосвітня школа, вчитель     |
| 4        | Заставна Марія Антонівна      | 02.11.2010            | вища               | позапартійна           | Старомогильницька загальноосвітня школа, директор    |
| 5        | Винник Іванна Антонівна       | 02.11.2010            | середня спеціальна | позапартійна           | тимчасово не працює                                  |
| 6        | Мацьків Галина Мар'янівна     | 02.11.2010            | середня            | позапартійна           | приватний підприємець                                |
| 7        | Вітвіцька Ольга Петрівна      | 02.11.2010            | середня            | позапартійна           | ТРЛ, санітар                                         |
| 8        | Білінська Ольга Євгенівна     | 02.11.2010            | середня спеціальна | позапартійна           | Територіальний центр, соціальний працівник           |
| 9        | Гринькевич Євгенія Омелянівна | 02.11.2010            | середня            | позапартійна           | Могильницька сільська рада, тех. працівник           |
| 10       | Войтович Марія Іванівна       | 02.11.2010            | середня спеціальна | позапартійна           | фельдшерсько-акушерський пункт с. Могильниця, акушер |
| 11       | Вітвіцька Оксана Антонівна    | 02.11.2010            | середня спеціальна | позапартійна           | ПАП «Конкурент», бухгалтер                           |
| 12       | Головацька Ольга Михайлівна   | 02.11.2010            | вища               | позапартійна           | Могильницька сільська рада, секретар                 |
| 13       | Хіміч Володимира Михайлівна   | 02.11.2010            | середня спеціальна | позапартійна           | Могильницька сільська рада, бухгалтер                |
| 14       | Новіцька Наталія Ярославівна  | 02.11.2010            | середня спеціальна | позапартійна           | Старомогильницька загальноосвітня школа, вчитель     |
| 15       | Веретик Марія Антонівна       | 02.11.2010            | середня спеціальна | позапартійна           | Бібліотека м. Теребовля, бібліотекар                 |
| 16       | Струнь Марія Іванівна         | 02.11.2010            | вища               | позапартійна           | ПАП «Конкурент», бухгалтер                           |